# Jozef Štibrányi
Jozef Štibrányi   (Vlčkovce, 11 de gener de 1940) fou un futbolista eslovac de la dècada de 1960.
Fou 9 cops internacional amb la selecció de futbol de Txecoslovàquia amb la qual participà a la copa del Món de futbol de 1962.
Pel que fa a clubs, destacà a FC Spartak Trnava, FK Dukla Praga i TJ Vítkovice.